# 이요섭
이요섭(1969년 5월 2일~)은 롯데 자이언츠에서 뛰었던 전 야구 선수다. 1992년 롯데 자이언츠에 지명되어 그 해 2경기 4이닝 ERA 6.75를 기록하고 은퇴했다.

## 출신 학교
- 선린인터넷고등학교
- 건국대학교

## 같이 보기
- 1992년 롯데 자이언츠 시즌